# セルゲイ・ボドロフ
セルゲイ・ボドロフ（Sergei Bodrov,ロシア語;Сергей Бодров, 1948年6月28日 - ）はロシア・ハバロフスク出身の映画監督・脚本家・プロデューサー。

## 来歴
1970年代後半から映画製作をはじめ、これまで20本以上の作品を監督している。
監督デビュー作である1985年の『Neprofessionaly』にてトリノ国際映画祭の審査員賞を受賞。続く1989年の『自由はパラダイス』にてモントリオール世界映画祭の最優秀作品賞を受賞、更にはベルリン国際映画祭のウォルフガング・シュタウデ賞（新人賞）を受賞するなど、国際的な評価を確実なものにした。
近年では1996年の『コーカサスの虜』、2007年の『モンゴル』と2度、アカデミー外国語映画賞にノミネートされた。
2002年に俳優である息子セルゲイ・ボドロフ・Jr.が映画撮影中の雪崩で死亡している。
2009年には第66回ヴェネツィア国際映画祭の審査員を務めた。

## 主な作品

### 監督
- Neprofessionaly (1985) デビュー作
- 自由はパラダイス S.E.R. - Svoboda eto rai (1989) 兼・脚本
- モスクワ・天使のいない夜 Ya khotela uvidet angelov (1992) 兼・脚本
- コーカサスの虜 Kavkazskiy plennik (1996) 兼・脚本
- ランニング・フリー 〜アフリカの風になる〜   (1999)
- ベアーズ・キス Bear's Kiss (2002)
- レッド・ウォリアー Көшпенділер (2005)
- モンゴル Монгол (2007)
- ヤクザガール 二代目は10歳 Дочь якудзы (2010)（第3回したまちコメディ映画祭in台東にて上映）
- セブンス・サン 魔使いの弟子 Seventh Son (2014)

### 脚本
- サムバディ・トゥ・ラブ Somebody to Love (1994)
- イースト/ウェスト 遙かなる祖国 Est - Ouest (2000)
- 殺人狂騒曲 第9の生贄 Девятая (2019)
- AK-47 最強の銃 誕生の秘密 Калашников (2020) 兼・製作

### 出演
- 聖杯たちの騎士 Knight of Cups (2015)